# Palau del Patriarcat
El Palau del Patriarcat (en romanès Palatul Patriarhiei), Palau de la Cambra de Diputats (en romanès: Palatul Camerei Deputaților) o Palau de la Gran Assemblea Nacional (Palatul Marii Adunări Naționale) durant el règim comunista) és un edifici de Bucarest, Romania situat a l'altiplà de Dealul Mitropoliei.
L'edifici va servir com a seu de successives legislatures romaneses: de l'Assemblea de Diputats durant el Regne de Romania, després de la Gran Assemblea Nacional de l'època comunista, i després de la Revolució Romanesa de 1989, de la Cambra dels Diputats. Els parlamentaris van desallotjar l'edifici el 1997, quan va passar al Patriarcat de l'Església Ortodoxa Romanesa.

## Història
La informació més antiga sobre el turó sobre el qual es construiria el Palau data cap a l'any 1650. En aquella època, Dealul Mitropoliei, més tard Dealul Patriarhiei, estava cobert de vinyes propietat dels voivodes del país, amb altres pertanyents als monjos del Metropolitan. La idea de situar la seu del poder legislatiu enmig d'un complex religiós no va ser una mera casualitat, sinó que té les seves arrels en els costums de l'època. Segons aquests costums, el Metropolità era president d'ofici dels boiars, els únics ciutadans amb dret a vot, quan es reunien en sessió formal. A més, calia tenir la seu del poder legislatiu al turó perquè per tradició, el Metropolità no podia sortir de la seva residència. En conseqüència, es va consolidar la pràctica d'organitzar reunions legislatives al Metropolitan, de manera que part de les cel·les dels monjos es van transformar en un edifici que pogués acollir sessions legislatives oficials.

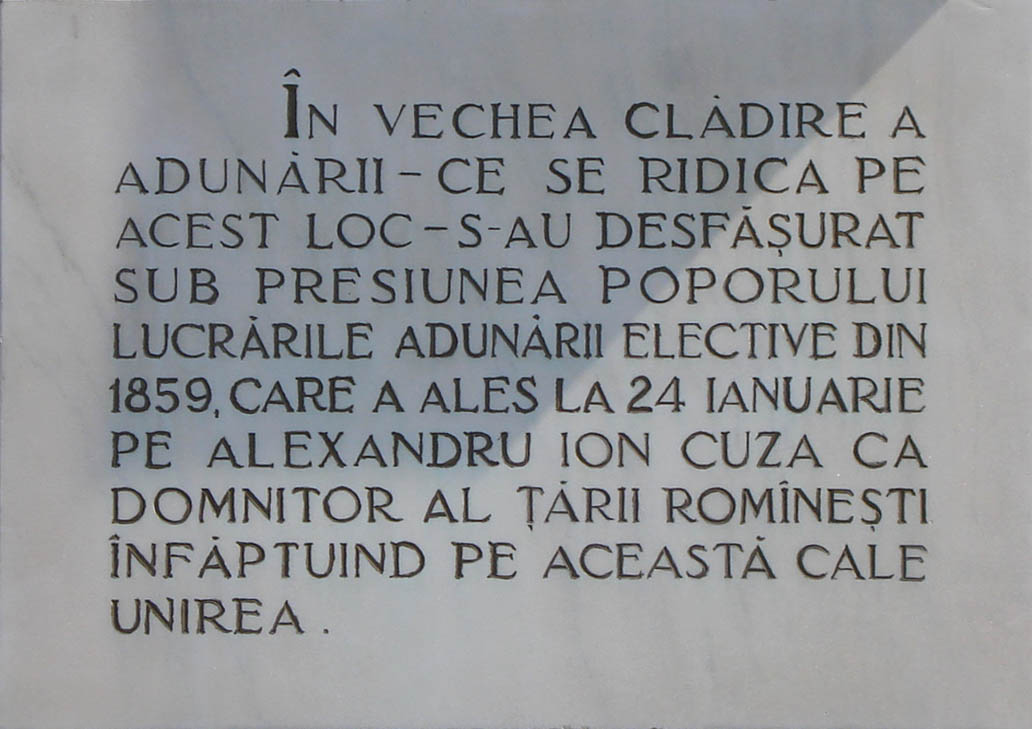
Placa commemorativa situada a la façana del palau. Es diu: "A l'antic edifici de l'assemblea en aquest lloc, l'assemblea electoral es va reunir sota la pressió popular el 1859, escollint Alexandru Ion Cuza príncep de Valàquia el 24 de gener i aconseguint la unió d'aquesta manera".

L'any 1881 l'antic edifici, que havia acollit el divà del príncep, va ser reparat i reformat. A aquesta estructura, que es va originar a les cel·les monàstiques modificades, es va afegir un amfiteatre semblant al que aviat es trobaria a l'edifici del Reichstag de Berlín. L'amfiteatre era gran, ben decorat, espaiós i tenia dos jocs de llotges privats i una galeria. Els diputats assistien a les reunions en una sala de sessions, asseguts en semicercle; davant d'ells hi havia una plataforma d'oradors, a la dreta de la qual hi havia el banc dels ministres.
L'edifici només estava obert a la visita pública a les hores en què la legislatura no es reunia, arran d'un acord aconseguit per un buròcrata que hi treballava. Els ciutadans romanesos només podien assistir a les sessions legislatives si un diputat signava el bitllet d'entrada; els ciutadans estrangers necessitaven una signatura de l'ambaixada del seu país.
L'any 1907, l'antic edifici del divan príncep fou substituït pel palau actual; Dimitrie Maimarolu en va ser l'arquitecte.

## Descripció
La façana, feta d'estil neoclàssic, té una llargada de 80 m. La imponent planta baixa està dominada pel centre de la façana, la zona d'entrada, aïllada i amb un peristil de sis columnes jòniques, les quatre del centre agrupades per parelles. La cúpula, semblant a la de l'Ateneu Romanès i situada a sobre de la sala d'actes, està aixecada, equipada amb finestres i rematada per una àguila; forma l'eix central del palau. La façana principal té dues ales laterals, subordinades arquitectònicament a l'entrada.
La façana lateral, al nord-est, és simètrica i el seu estil ordenat li confereix un estatus imponent. Està decorada amb pilastres a dos nivells, essent aquestes decorades i dominants als laterals.
Quan es veu des del carrer de les Nacions Unides, es poden observar els quatre nivells del palau. El primer nivell té l'aspecte d'una base massissa i és de pedra; el segon és poderosament tallat; i per sobre d'aquest es troba el nivell pel qual s'entra a la façana principal, procedent de la catedral.